# Karen Allen
Karen Jane Allen, född 5 oktober 1951 i Carrollton i Illinois, är en amerikansk skådespelare. Efter att ha gjort sin filmdebut i Deltagänget (1978) blev hon mest känd för sin skildring av Marion Ravenwood mot Harrison Ford i Jakten på den försvunna skatten (1981), en roll som hon senare repriserade för Indiana Jones i Indiana Jones och Kristalldödskallens rike (2008) samt i Indiana Jones and the Dial of Destiny (2023). Hon spelade också i Starman (1984) och Scrooged – spökenas hämnd (1988). Dessutom har hon också medverkat i föreställningar på Broadway, och hon har regisserat både för scen och för film.

## Biografi

### Barndom och ungdom
Allen föddes i Carrollton, Illinois som dotter till Ruth Patricia (född Howell), en universitetsprofessor, och Carroll Thompson Allen, en FBI-agent.  Hon är av engelsk, irländsk, skotsk och walesisk härkomst. Hennes fars arbete tvingade familjen att flytta ofta. "Jag växte upp med att flytta nästan varje år och så var jag alltid det nya barnet i skolan och var på ett sätt alltid berövad att någonsin ha någon varaktig vänskap", sa Allen 1987. Även om Allen säger att hennes far var mycket involverad i familjen, kände hon att hennes två systrar och hon växte upp i ett mycket kvinnodominerat hushåll. Sedan hon hade tagit examen från DuVal High School i Lanham, Maryland, vid 17 års ålder, flyttade hon till New York City för att studera konst och design vid Fashion Institute of Technology i två år.
Allen drev senare en butik på University of Marylands campus och tillbringade tid på att resa genom Syd- och Centralasien. Hon gick sedan på George Washington University och började studera och uppträda med det experimentella företaget, Washington Theatre Laboratory, i Washington, DC. 1974 gick Allen med i Shakespeare & Company i Massachusetts. Tre år senare flyttade hon tillbaka till New York City och studerade vid Lee Strasberg Theatre Institute.
Allen fick sitt stora genombrott i filmen Deltagänget från 1978 med bland andra John Belushi. Hennes nästa två filmuppträdanden var i Gänget 1979 och A Small Circle of Friends 1980,  i vilken hon spelade en av tre radikala studenter under 1960-talet. Hon uppträdde också (som gäststjärna) i pilotavsnittet 1979 av den långa CBS-serien Knots Landing där hon spelade Annie Fairgate, dotter till Don Murrays karaktär Sid Fairgate och Sids första fru Susan Philby.

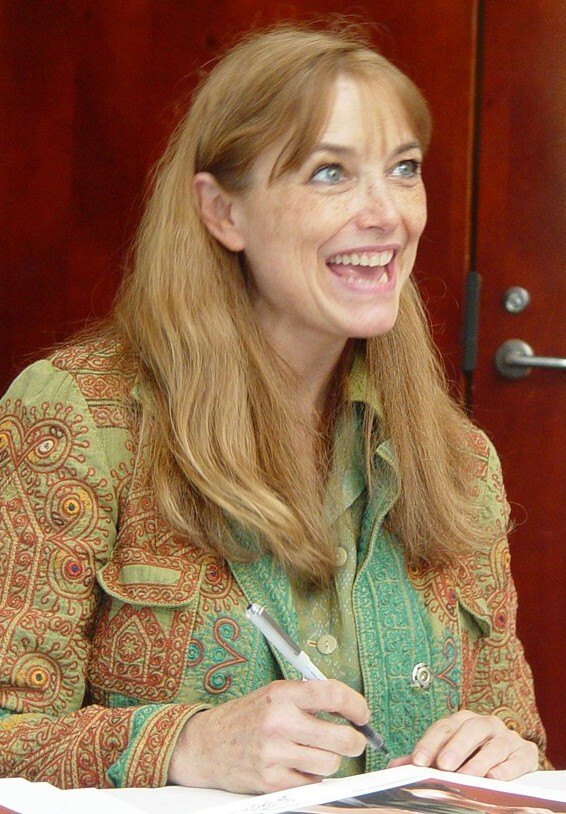
Allen på Dallas Comic Con 2006.

1981 var hon med i storfilmen Jakten på den försvunna skatten (1981), regisserad av Steven Spielberg, där hon spelade Marion Ravenwood, älskarinna till Indiana Jones (Harrison Ford). Allen vann ett Saturnpris som bästa skådespelerska för sin prestation. Sedan följde några mindre filmer, inklusive ledande roller i den dramatiska thrillern Split Image (1982), regisserad av Ted Kotcheff och det romantiska dramat Until September (1984), som utspelar sig i Paris och är regisserat av Richard Marquand. Allen var också med i John Carpenters science fiction-film Starman (1984).
Allen debuterade på Broadway i 1982 års produktion av Monday After the Miracle. 1983 spelade hon huvudrollen i off-Broadway-pjäsen Extremities (senare filmad med svenska titeln Den yttersta gränsen), en fysiskt krävande roll om en kvinna som lyckas vända ett hotande nederlag till sin fördel mot en potentiell våldtäktsman som attackerar henne. Allen tog ofta pauser från filmroller för att koncentrera sig på scenuppträdande. Hon uppträdde som Laura i den Paul Newman-regisserade filmversionen av Tennessee Williams pjäs Glasmenageriet, med John Malkovich och Joanne Woodward, 1987.

### Senare år
1988 återvände Allen till storbildsskärmen som Bill Murrays förlorade kärlek, Claire, i julkomedin Scrooged – spökenas hämnd. 1990 skildrade hon den dömda besättningsmedlemmen Christa McAuliffe i tv-filmen Challenger, baserad på katastrofen med Challenger 1986. Därefter medverkade hon i Spike Lees Malcolm X (1992), i en mindre roll i Den perfekta stormen (2000) och i In the Bedroom (2001). Hon spelade gäst i I lagens namn (1996) och Law & Order: Special Victims Unit (2001). Hon medverkade också i den kortlivade serien The Road Home (1994) och porträtterade Dr. Clare Burton i videospelet Ripper (1996). 2014 spelade hon rollen som Betty Lowe i "Unfinished Business", den 13:e episoden i den 4:e säsongen av CBS processdrama Blue Bloods.
Allen gjorde en repris på sin mest kända roll som Marion Ravenwood för uppföljaren Indiana Jones och Kristalldödskallens rike 2008, där hon förnyar sin relation med Indiana Jones och avslöjar för honom att de har en son som heter Henry Jones III, som kallar sig Mutt Williams, spelad av Shia LaBeouf.
Allen medverkade i den amerikanska premiären av Jon Fosses A Summer Day på Cherry Lane Theatre i New York, som öppnades i oktober 2012.
Allen har haft ett långvarigt förhållande med Berkshire Theatre Group. Det började 1981, när hon medverkade i pjäsen Two for the Seesaw på Berkshire Theatre Festival i Stockbridge, Massachusetts. Hon har också medverkat i sommarproduktion på närliggande Williamstown Theatre Festiva]. I augusti 2015 regisserade Allen Terrence McNallys Frankie och Johnny in the Clair de Lune för Berkshire Theatre Group. År 2016 regidebuterade Allen med kortfilmen A Tree. A Stone. A Cloud., baserad på en novell av Carson McCullers. Den vann som bästa internationella kortfilm på Manchester Film Festival i mars 2017. Allen spelade huvudrollen i A Year by the Sea 2016, en film baserad på The New York Times bästsäljande memoarer av Joan Anderson.

### Privatliv
1988 gifte Allen sig med skådespelaren Kale Browne och fick en son, Nicholas, 1990. Paret skilde sig 1998.
Efter sonens födelse accepterade Allen mindre roller i TV och i filmer, för att koncentrera sig på att uppfostra Nicholas. Nicholas blev personlig kock och vann en tävling på Food Network som sändes 22 december 2016.
Allen blev intresserad av stickning och startade 2003 ett eget textilföretag, Karen Allen Fiber Arts, i Great Barrington, Massachusetts. Företaget säljer saker som Allen stickar med en japansktillverkad stickmaskin. För sitt arbete inom textilkonsten tilldelades hon en hedersexamen från Fashion Institute of Technology 2009. Allen undervisar också skådespelare vid Bard College at Simon's Rock, som ligger i Great Barrington. Från och med juli 2015 bor hon i Massachusetts. Hon arbetar också som lärare och teaterregissör.

## Filmografi (urval)
- 1978 – Deltagänget
- 1979 – Gänget
- 1981 – Jakten på den försvunna skatten
- 1981 – Öster om Eden (TV-serie)
- 1984 – Starman
- 1986 – Alfred Hitchcock presenterar, avsnitt The Creeper (gästroll i TV-serie)
- 1987 – The Glass Menagerie
- 1988 – Scrooged – spökenas hämnd
- 1992 – Malcolm X
- 1993 – King of the Hill
- 1993 – Scottys sommar
- 2000 – Den perfekta stormen
- 2001 – In the Bedroom
- 2008 – Indiana Jones och Kristalldödskallens rike
- 2010 – November Christmas
- 2016 – Year by the Sea
- 2022 – A Stage of Twilight
- 2023 – Indiana Jones and the Dial of Destiny